# 尼加拉瓜科多巴
尼加拉瓜科多巴 （貨幣編號: NIO）是尼加拉瓜的流通貨幣，取代尼加拉瓜比索。輔幣單位為分，1科多巴=100分。

## 流通中的貨幣

### 硬幣

尼加拉瓜在1997年鑄造的硬幣系列。

- 5 分
  - 正面：尼加拉瓜国徽
  - 背面：面值、年份
- 10 分
  - 正面：尼加拉瓜国徽
  - 背面：面值、年份
- 25 分
  - 正面：尼加拉瓜国徽
  - 背面：面值、年份
- 50 分
  - 正面：尼加拉瓜国徽
  - 背面：面值、年份
- 1 科多巴
  - 正面：尼加拉瓜国徽
  - 背面：面值、年份
- 5 科多巴
  - 正面：尼加拉瓜国徽
  - 背面：面值、年份
- 10 科多巴
  - 正面：尼加拉瓜国徽
  - 背面：面值、圖案、年份

### 紙幣

#### 2007 年

尼加拉瓜在2007年發行的紙幣系列。

- 10 科多巴
  - 正面：聖胡安河省的圣母无染原罪堡壘
  - 背面：聖哈辛托莊園
- 20 科多巴
  - 正面：東加勒比原住民茅屋
  - 背面：跳舞的人
- 50 科多巴
  - 正面：陶器
  - 背面：索莫托峽谷
- 100 科多巴
  - 正面：魯本·達里歐紀念碑
  - 背面：萊昂主教座堂
- 200 科多巴
  - 正面：馬喬頓
  - 背面：奧梅特佩島、藍頂翠鴗
- 500 科多巴
  - 正面：奧古斯托·塞薩爾·桑地諾博物館
  - 背面：原住民雕像

#### 2002 年

尼加拉瓜在2002年發行的紙幣系列。

- 10 科多巴
  - 正面：米格爾·納華納加
  - 背面：格拉納達的島嶼
- 20 科多巴
  - 正面：何塞·桑托斯·塞拉亞
  - 背面：大西洋海灘
- 50 科多巴
  - 正面：佩德羅·華金·查莫羅·卡德納爾
  - 背面：圣母无染原罪
- 100 科多巴
  - 正面：魯本·達里歐
  - 背面：魯本·達里歐國家大劇院
- 500 科多巴
  - 正面：何塞·多洛雷斯·埃斯特拉達
  - 背面：聖哈辛托莊園

## 外部連結
- 唐的世界硬币画廊：Nicaragua
- 罗恩·怀斯的世界纸币：Nicaragua 镜像网站
- 环球货币历史：Nicaragua
- 《环球金融资料》系列：Nicaragua Cordoba Oro
- 《环球金融资料》货币历史表格（ 微软试算表格式）